# Epipsylla liui
Epipsylla liui är en insektsart som beskrevs av Yang och Li 1983. Epipsylla liui ingår i släktet Epipsylla och familjen rundbladloppor. Inga underarter finns listade i Catalogue of Life.